# Pouzolzia
Pouzolzia är ett släkte av nässelväxter. Pouzolzia ingår i familjen nässelväxter.

## Bildgalleri

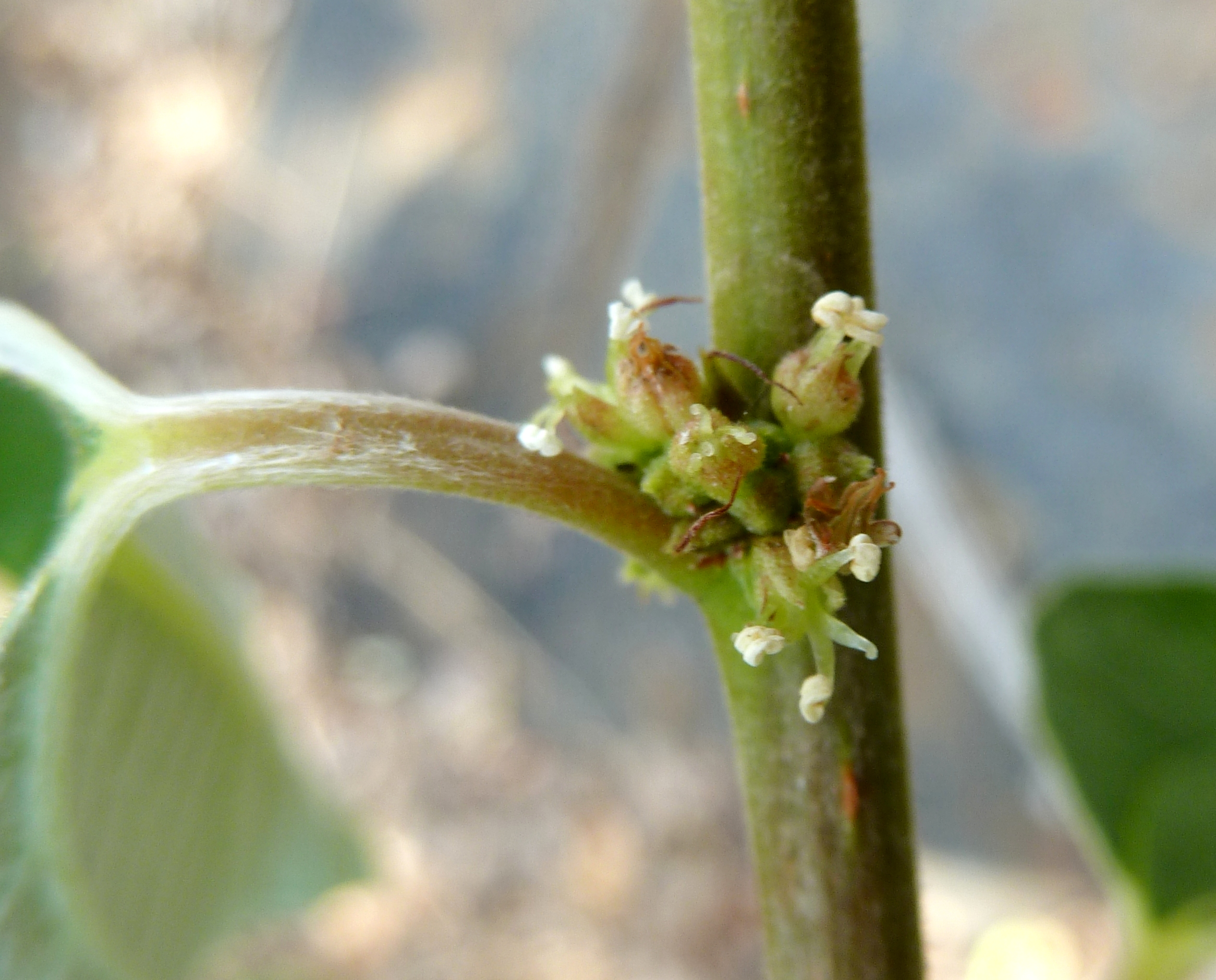
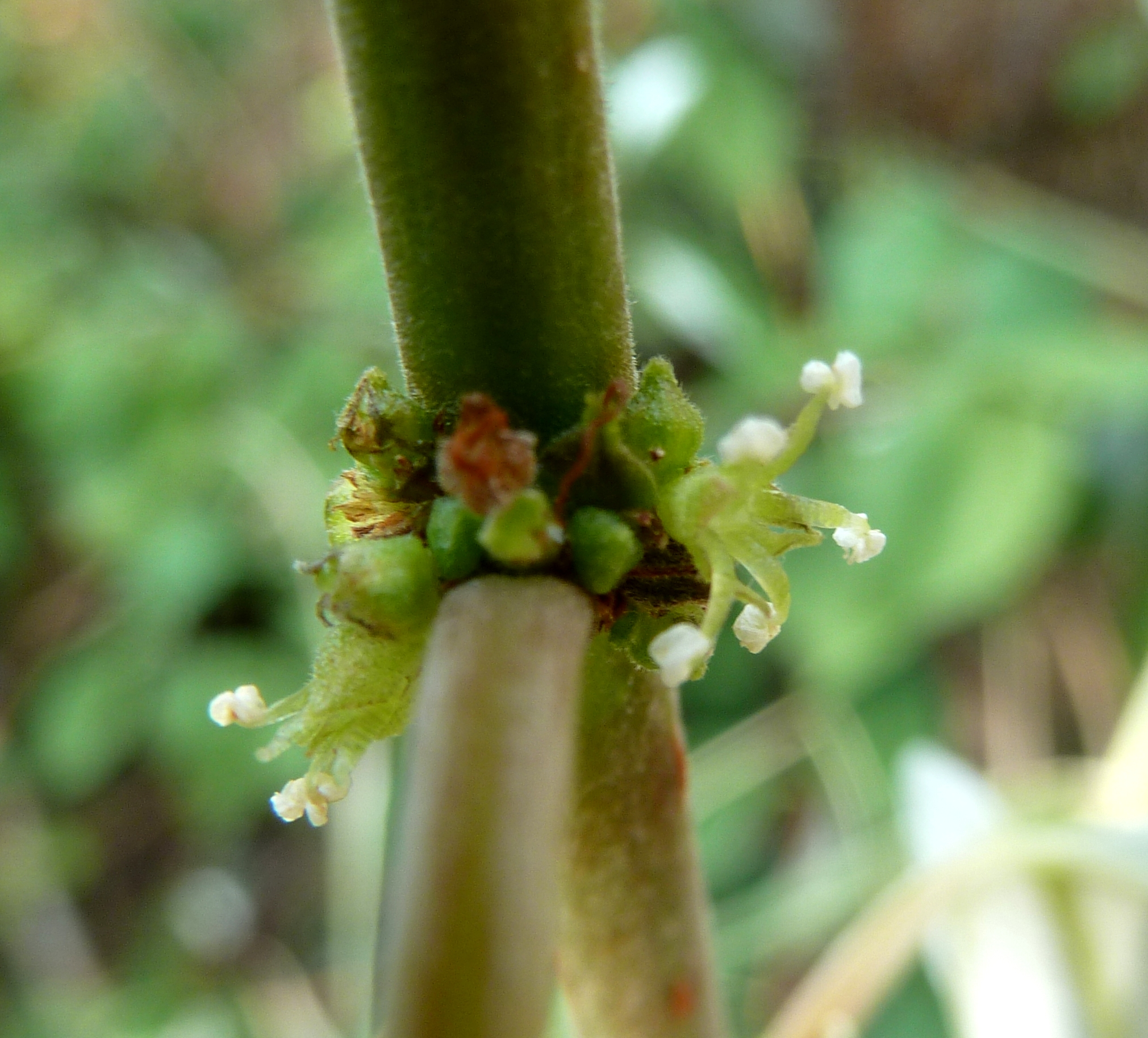
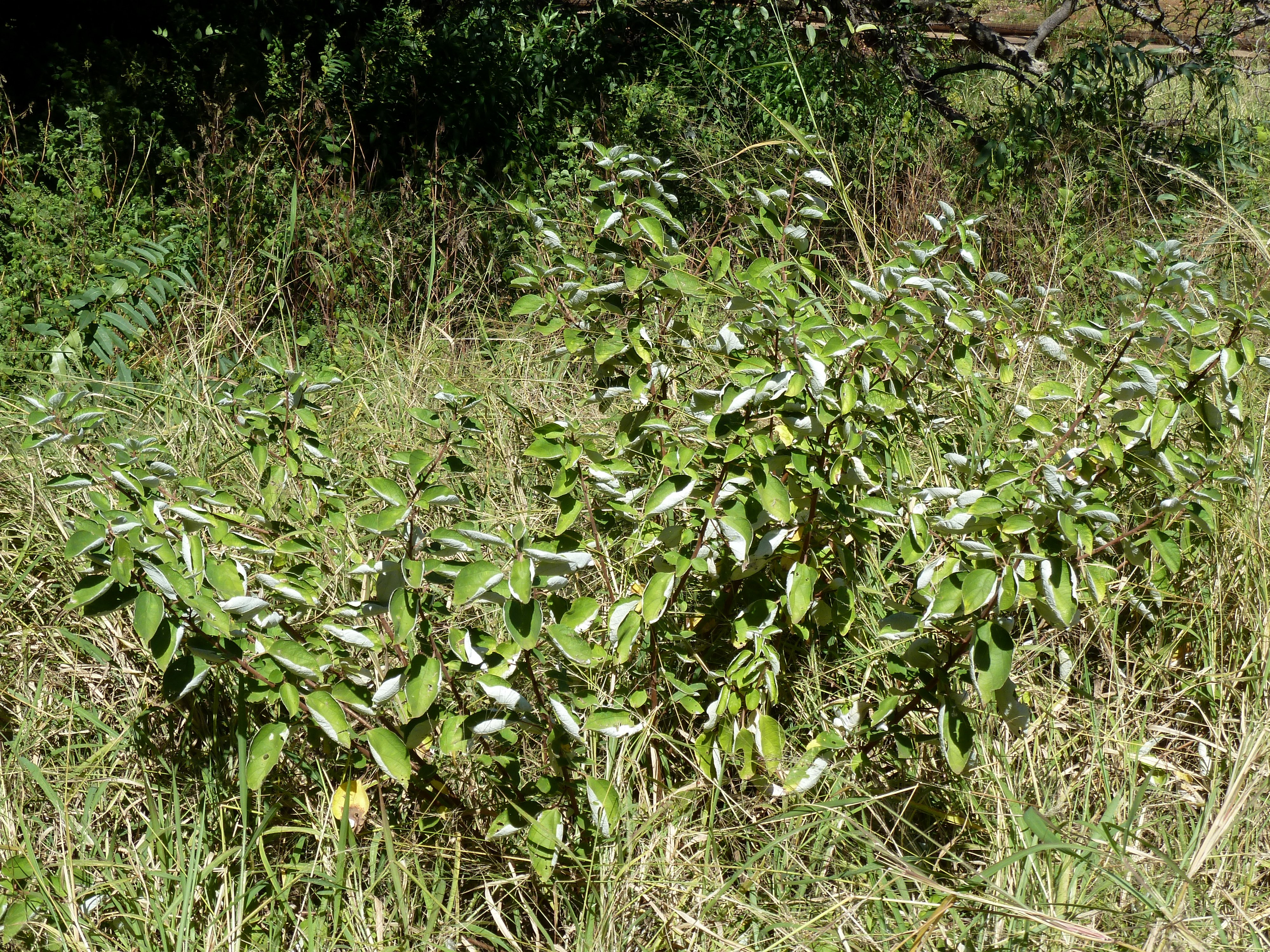
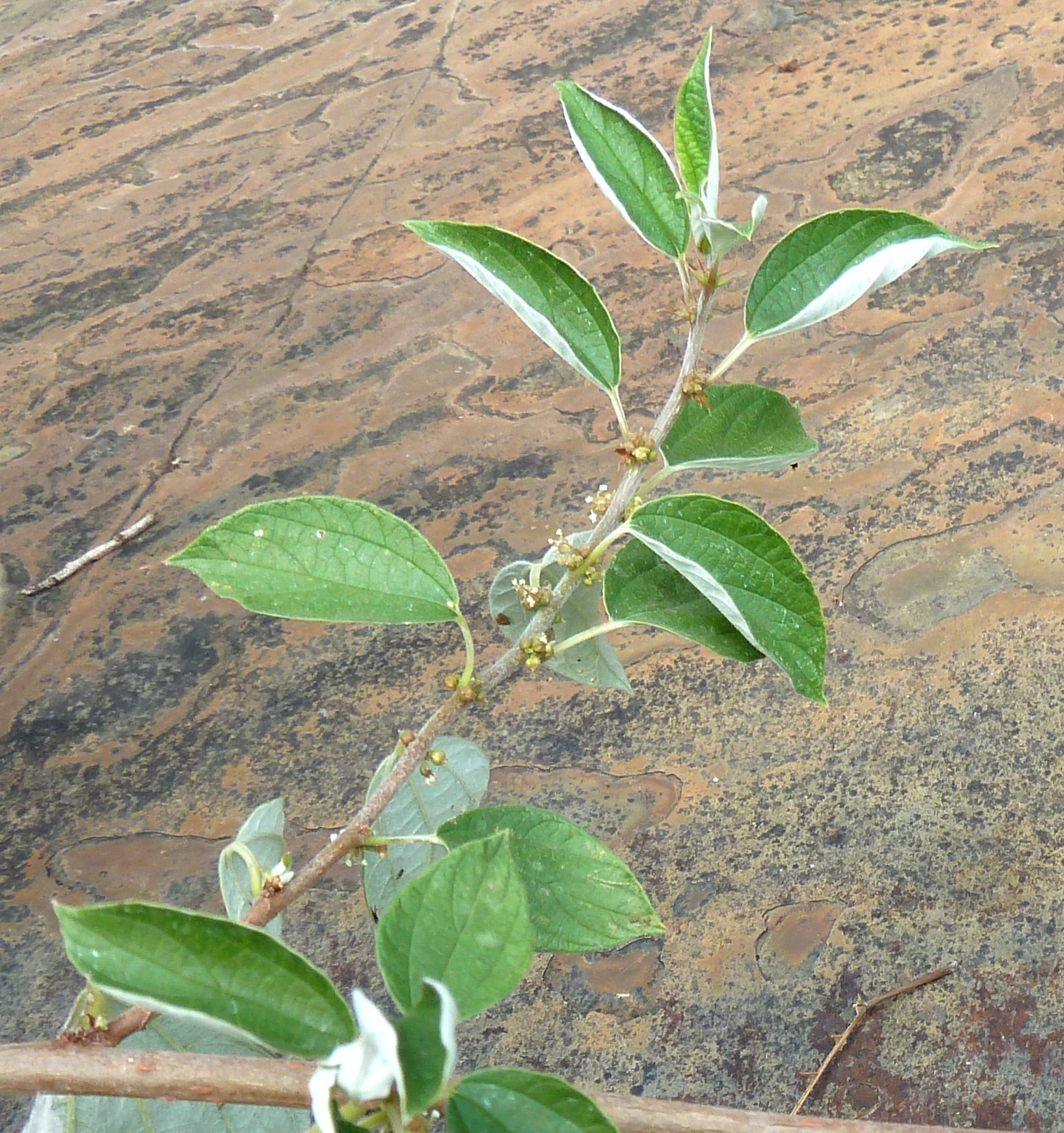
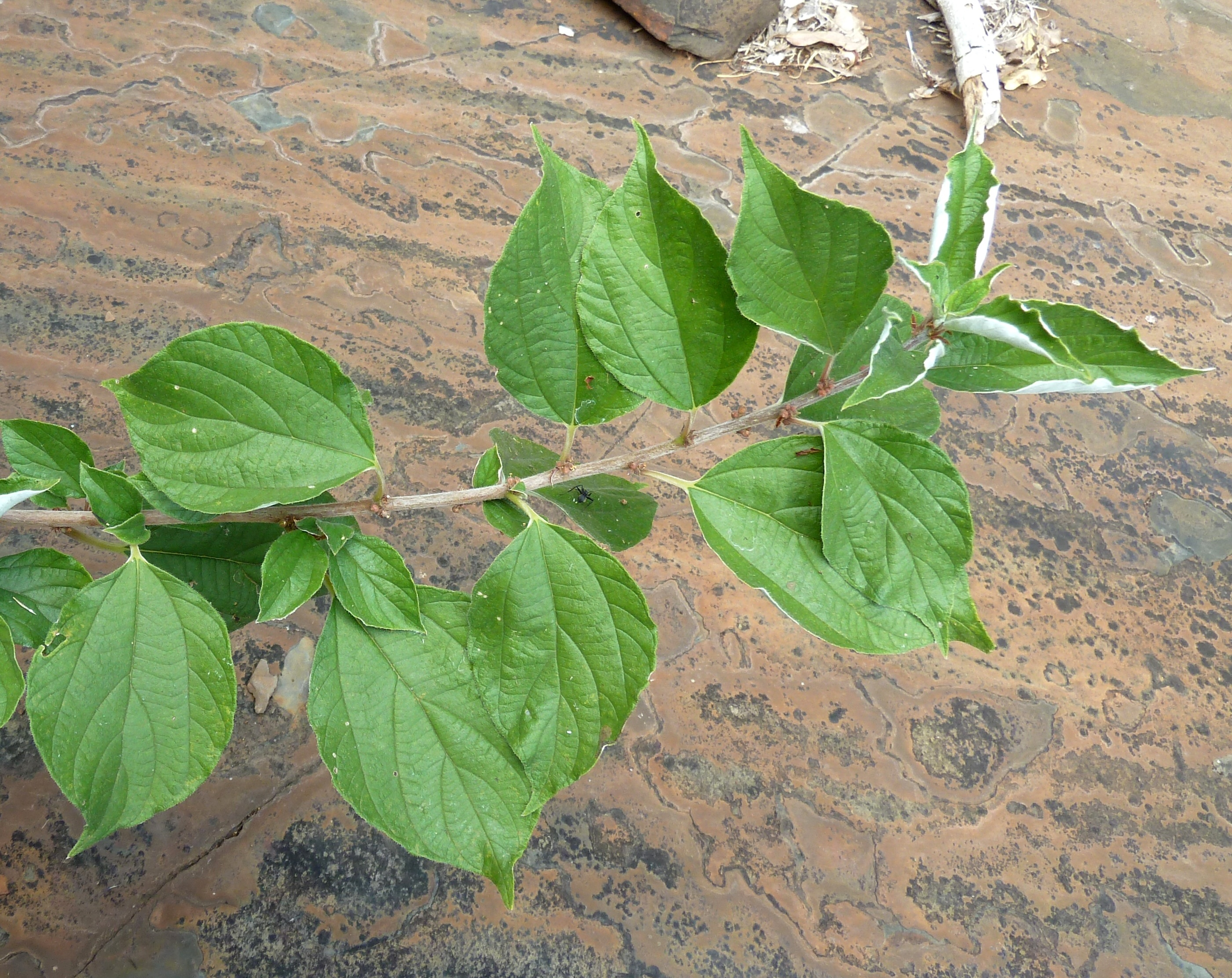
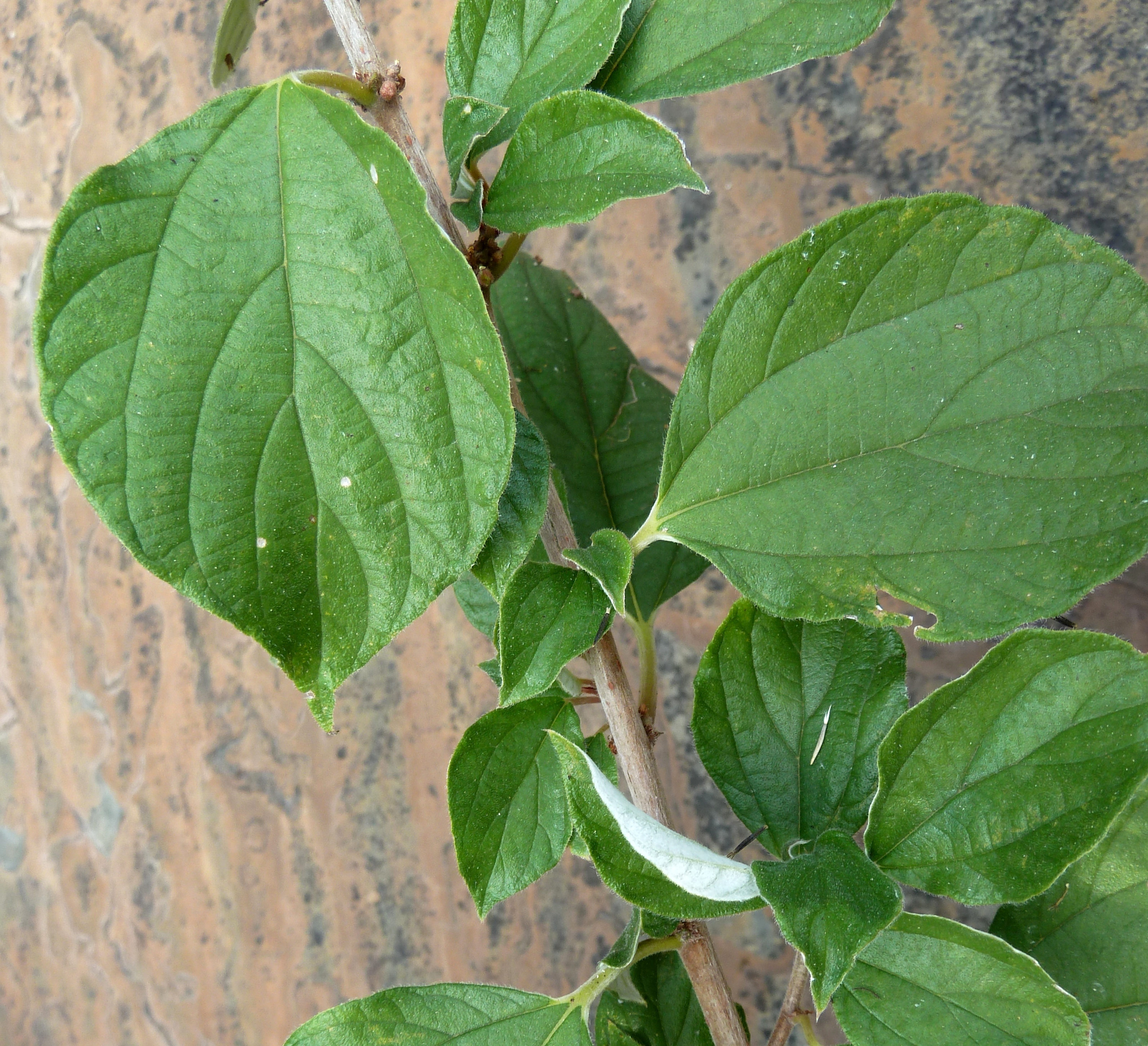

## Dottertaxa tillPouzolzia, i alfabetisk ordning[1]
- Pouzolzia acalyphoides
- Pouzolzia amambaiensis
- Pouzolzia arachnoidea
- Pouzolzia auriculata
- Pouzolzia australis
- Pouzolzia baronii
- Pouzolzia bennettiana
- Pouzolzia boiviniana
- Pouzolzia calophylla
- Pouzolzia caudata
- Pouzolzia ceramica
- Pouzolzia confinis
- Pouzolzia conglobata
- Pouzolzia cymosa
- Pouzolzia denudata
- Pouzolzia fadenii
- Pouzolzia floresiana
- Pouzolzia formicaria
- Pouzolzia gaudichaudii
- Pouzolzia guatemalana
- Pouzolzia guineensis
- Pouzolzia herpetophyton
- Pouzolzia hirta
- Pouzolzia humbertii
- Pouzolzia integrifolia
- Pouzolzia laevigata
- Pouzolzia laevis
- Pouzolzia latistipula
- Pouzolzia longipes
- Pouzolzia mandrarensis
- Pouzolzia meeboldii
- Pouzolzia mixta
- Pouzolzia niveotomentosa
- Pouzolzia nudiflora
- Pouzolzia obliqua
- Pouzolzia occidentalis
- Pouzolzia orientalis
- Pouzolzia papuana
- Pouzolzia parasitica
- Pouzolzia pentandra
- Pouzolzia peteri
- Pouzolzia poeppigiana
- Pouzolzia pringlei
- Pouzolzia purpusii
- Pouzolzia revoluta
- Pouzolzia rothiana
- Pouzolzia rubricaulis
- Pouzolzia rugulosa
- Pouzolzia sanguinea
- Pouzolzia scaberrima
- Pouzolzia scabra
- Pouzolzia taiwaniana
- Pouzolzia thailandica
- Pouzolzia triandra
- Pouzolzia tsaratananensis
- Pouzolzia tuberosa
- Pouzolzia walkeriana
- Pouzolzia variifolia
- Pouzolzia weddellii
- Pouzolzia vesicaria
- Pouzolzia zeylanica